# Rochy Zoltán
Rochy Zoltán (1956–) magyar újságíró, szerkesztő, tömegkommunikációs szakember.

## Pályafutása
Az ELTE bölcsészkarán végzett magyar nyelv és irodalom–könyvtár, majd a Testnevelési Főiskolán sportszervezőként.
Gyermekkorában a Harsan a kürtszó című rádióműsorban szerepelt, majd több mint két évtizeden keresztül külső munkatársként dolgozott a Magyar Televízió (MTV) sportosztályán. 1984-től 17 esztendőn át a különböző elnevezéseket viselő sportnapilap, végül a Színes Sport szerkesztőségében volt sportújságíró, olvasószerkesztő. 2001-ben a Sport Televíziónál szerkesztő és futballstatisztikus lett. Főként a nemzetközi labdarúgó-mérkőzések és a teniszközvetítések tartoznak hozzá. Több publikációja is megjelent, állandó szerzőtársa Dénes Tamás. Legismertebb munkájuk az 1994 óta minden második esztendőben napvilágot látó Európa-, illetve világbajnoki labdarúgókalauz-sorozat.

## Írásai
- Dénes Tamás–Rochy Zoltán: A 700. után. A magyar labdarúgó-válogatott története. 1996. Budapest: Rochy és Társa Bt., ISBN 963-04-7169-8
- Dénes Tamás–Rochy Zoltán: EB Kalauz 2000
- Dénes Tamás–Rochy Zoltán: EB Kalauz 2004
- Dénes Tamás, Peterdi Pál, Rochy Zoltán, Selmeczi József: Kalandozó magyar labdarúgók – 2000. Aréna Könyvkiadó
- Rochy Zoltán–Dénes Tamás: VB kalauz 2002 – A XVII. Labdarúgó Világbajnokság könyve, Poligráf Kiadó ISBN 963 858 5552
- Dénes Tamás–Rochy Zoltán: VB kalauz 2006 – A XVIII. labdarúgó világbajnokság könyve, Poligráf Kiadó ISBN 963 863 4537